# Africa Centre
L'Africa Centre è un'istituzione culturale e artistica internazionale con sede a Città del Capo in Sudafrica.

## Storia
Il progetto dell'Africa Centre viene avviato nel 2003 per volontà della società vinicola sudafricana Spier e con il suo sostegno. Inizialmente il centro ha sede a Stellenbosh, in seguito viene trasferito a Città del Capo. 
Per la pianificazione della struttura e del programma dell'istituzione viene coinvolto un gruppo di ideazione coordinato da Dominique Malaquais e composto da Adegboyega Adefope, Bongiwe Dhlomo-Mautloa, Ntone Edjabe, Stanley Hermans, Faustin Linyekula, Olu Oguibe, Edgar Pieterse e AbdouMaliq Simone. Il gruppo ha il compito di incontrarsi in 4 città del mondo per visitare e valutare dei modelli istituzionali. Il risultato è una relazione stilata nel 2006.

## Attività
L'Africa Centre ha un programma di attività interdisciplinare, focalizzato sull'innovazione, l'Africa e la sua diaspora. Alcune delle iniziative sono realizzate in Sudafrica, altre coinvolgono più nazioni del continente. Le iniziative documentano e danno visibilità a produzioni letterarie, artistiche, musicali, teatrali e intellettuali attraverso esposizioni, performance, pubblicazioni, programmi di incontri e scambio internazionali e sostegno alla creazione di nuove opere.
- Badilisha Poetry X-Change è una web radio dedicata ai poeti dell'Africa e della sua diaspora che possono candidarsi ed essere raccomandati. La radio presenta ogni settimana una selezione di generi poeti e poesie[4].
- Infecting the City (ITC) - Infettando la città - è un festival teatrale che si svolge a Città del Capo nello spazio pubblico. Le opere sono performance "provocatorie" site-specific e pubbliche[5].
- Pan African Space Station: Music live and in cyberspace - Stazione spaziale panafricana: musica dal vivo e nel ciberspazio - è una web radio e un mese di eventi musicali live organizzati a Città del Capo[6].
- SPARCK Space for Pan-African Research Creation and Knowledge - Spazio per ricerca, creazione e sapere panafricano.
- Spier Contemporary: South Africa's Largest Biennale Contemporary Art Exhibition - Spier Contemporaneo: La più grande esposizione di arte contemporanea biennale del Sudafrica - è una mostra biennale.
- Talking Heads: Providing a unique platform for Africa's thought leaders to share their knowledge - Teste parlanti: Una piattaforma di condivisione del sapere dedicata ai grandi pensatori dell'Africa - è uno spazio di incontro e di scambio con persone straordinarie in Africa che risolvono problemi e che contribuiscono con le loro visioni e le loro azioni alla vita di comunità, città, nazioni, del continente e del mondo.
- Artists in Residency Programme: Connecting Africa's artists to residencies around the world. - Programma di residence per artisti: Connettere gli artisti africani ai programmi di residenza del mondo - è un sostegno che permette a 10 artisti nel 2011 di accedere a programmi internazionali di residenza per artisti.